# Stadion FK Baník Sokolov
Stadion FK Baník Sokolov is een voetbalstadion in Sokolov, Tsjechië. ČFL-club FK Baník Sokolov 1948 speelt in dit stadion haar thuiswedstrijden. Het stadion biedt in totaal plaats aan 5.000 toeschouwers, 770 plaatsen zijn zitplaatsen.